# Pagan's Mind
Pagan's Mind est un groupe de metal progressif norvégien, originaire de Skien.

## Biographie
Le groupe est formé en 2000 sous le nom de Silverspoon par Nils K. Rue, Thorstein Aaby, et Stian Kristoffersen. Pagan's Mind publie son premier album studio, Infinity Divine, la même année. L'album qui suit, Celestial Entrance, est publié en 2002 et est bien accueilli hors de la Norvège. Une version réenregistrée de Infinity Divine est publiée en 2004. Leur troisième album, Enigmatic : Calling, est publié en 2005 et atteint la 15e place des classements norvégiens,. En février 2008, le groupe Power Quest annonce la participation du guitariste de Pagan's Mind, Jørn Viggo Lofstad, à leur album Master of Illusion. En 2008, Pagan's Mind tourne avec Sonata Arctica à leur tournée Unia. En 2009, Pagan's Mind joue au ProgPower USA. 
Le 2 mars 2011, Pagan's Mind annonce le titre de leur nouvel album, Heavenly Ecstasy. Ils publieront une nouvelle chanson intitulée Intermission pour l'émission de radio The Metal Madman. L'album est publié au label SPV/Steamhammer le 20 mai en Allemagne, le 23 mai en Europe et en juin en Amérique du Nord. Le 11 août 2014, Pagan's Mind lance un appel aux dons sur Indiegogo pour leur futur album, Full Circle - Live at Center Stage, annoncé pour le 20 septembre la même année. Le 31 juillet, ils annoncent Full Circle - Live at Center Stage pour le 16 octobre 2015 en double-CD/DVD Blu-Ray et 2LP+CD chez SPV/Steamhammer.
Le 28 novembre 2016, Nils K. Rue est annoncé pour jouer un personnage appelé The Prophet pour le prochain album d'Ayreon, The Source.

## Influences
Leur musique est influencée par Stargate, notamment par le film.  Nils K. Rue déclara dans une interview : « Je ne dirai pas que j'aime la série Stargate, parce que je n'en ai jamais vu un épisode entier. Mais j'adore le film Stargate. Bien sûr, je m'en suis inspiré. »

## Membres

### Membres actuels
- Nils K. Rue − chant (depuis 2000)
- Jørn Viggo Lofstad − guitare (depuis 2000)
- Steinar Krokmo − basse (depuis 2000)
- Stian Kristoffersen − batterie (depuis 2000)
- Ronny Tegner − claviers (depuis 2000)

### Ancien membre
- Thorstein Aaby − guitare (2000-2003, décédé en 2007)

## Discographie

### Albums studio
- 2000 : Infinity Divine (réenregistré en 2004)
- 2002 : Celestial Entrance
- 2005 : Enigmatic : Calling
- 2007 : God's Equation
- 2011 : Heavenly Ecstasy

### Albums live
- 2009 : Live Equation
- 2015 : Full Circle - Live at Center Stage (Blu-Ray)